# Aldo Mayo
Aldo Mayo, cuyo nombre verdadero era Alberto Luis Maggiolini, fue un actor de  cine, teatro y televisión argentino que nació en Buenos Aires, Argentina, el 11 de diciembre de 1933 y falleció en la misma ciudad el 25 de julio de 2007 luego de una extensa carrera artística.

## Actividad profesional
Comenzó su relación con el arte como protagonista de fotonovelas en las revistas Anahí y María Rosa y en 1960 debutó en cine en el filme Luna Park. A partir de su segunda película, Detrás de la mentira (1962), su estampa de duro y violento hizo que en casi todos sus filmes posteriores, mayoritariamente dirigidos por Enrique Carreras, lo eligieran para encarnar personajes que eran la contracara de los justicieros que encabezaban los elencos. Dentro de ese rol Mayo demostró su habilidad para componer una gran diversidad de tipos en películas como Los evadidos, Los hipócritas, Los muchachos de antes no usaban gomina, Paño verde, Los drogadictos, y otras más. En Invasión de 1969, dirigida por Hugo Santiago,, asumió el papel del jefe del grupo invasor.
También hizo teatro en piezas de autores clásicos y contemporáneos, recordándose por el gran suceso de crítica y público su actuación en Lluvia, de William Somerset Maugham, junto a María Maristany.
En televisión actuó en diversas telenovelas, incluyendo varios ciclos de Nené Cascallar, y en 1969 participó en El hombre que volvió de la muerte (1969), la conocida miniserie con Narciso Ibáñez Menta.
Aldo Mayo falleció en Buenos Aires el 25 de julio de 2007 y sus restos recibieron sepultura en el panteón de la Asociación Argentina de Actores, en el cementerio de la Chacarita.

## Filmografía
Actor
- El planeta de los hippies (1999)… no estrenada comercialmente
- Gol (1998) …cortometraje
- Punto de equilibrio (1998)…Él mismo
- La venganza de un soldado (1986) dir. David Worth ….... Barman
- Seguridad personal (1985)
- Noches sin lunas ni soles (1984) …Custodio 1
- "Los extraterrestres" (1983) .... Mozo "Bello"
- Volver (1982)
- Seis pasajes al infierno (1981)
- Los drogadictos (1979)
- Hormiga negra (1979)
- Furia en la isla (1976) …Eleodoro
- La noche del hurto (1976)
- Te necesito tanto, amor (1976)
- Los irrompibles (1975)
- Rebeldía (1975) dir. Carlos Biaghetti
- Seguro de castidad (1974)
- Los padrinos (1973)
- Paño verde (1973) …Policía
- Había una vez un circo (1972)
- El picnic de los Campanelli (1972)
- The Slaughter (1971) dir. Michael Findlay.... Maximilian 'Max' Marsh
- Bajo el signo de la patria (1971)
- El sátiro (1970) …Ramírez
- La culpa (1969) …Jaime Sigal
- Invasión (1969) …Jefe del grupo invasor
- Castigo al traidor (1966)
- Hotel alojamiento  (1966)
- Esquiú, una luz en el sendero (1965)
- Los hipócritas (1965) …Periodista
- Los evadidos (1964) …Claudio
- Las aventuras del Capitán Piluso (En el castillo del terror) (1963)
- Una excursión a los indios ranqueles (1963) inconclusa
- El último montonero o La fusilación (1963) dir. Catrano Catrani
- Las modelos (1963)
- Detrás de la mentira (1962) …Bertis
- Luna Park (1960)

## Televisión
- El ángel de la muerte (1971)
- El hombre que volvió de la muerte (1969) miniserie.... Criminal
- Ciclo Myriam de Urquijo (1969) Serie